# 莎妮埃卡·里基茨

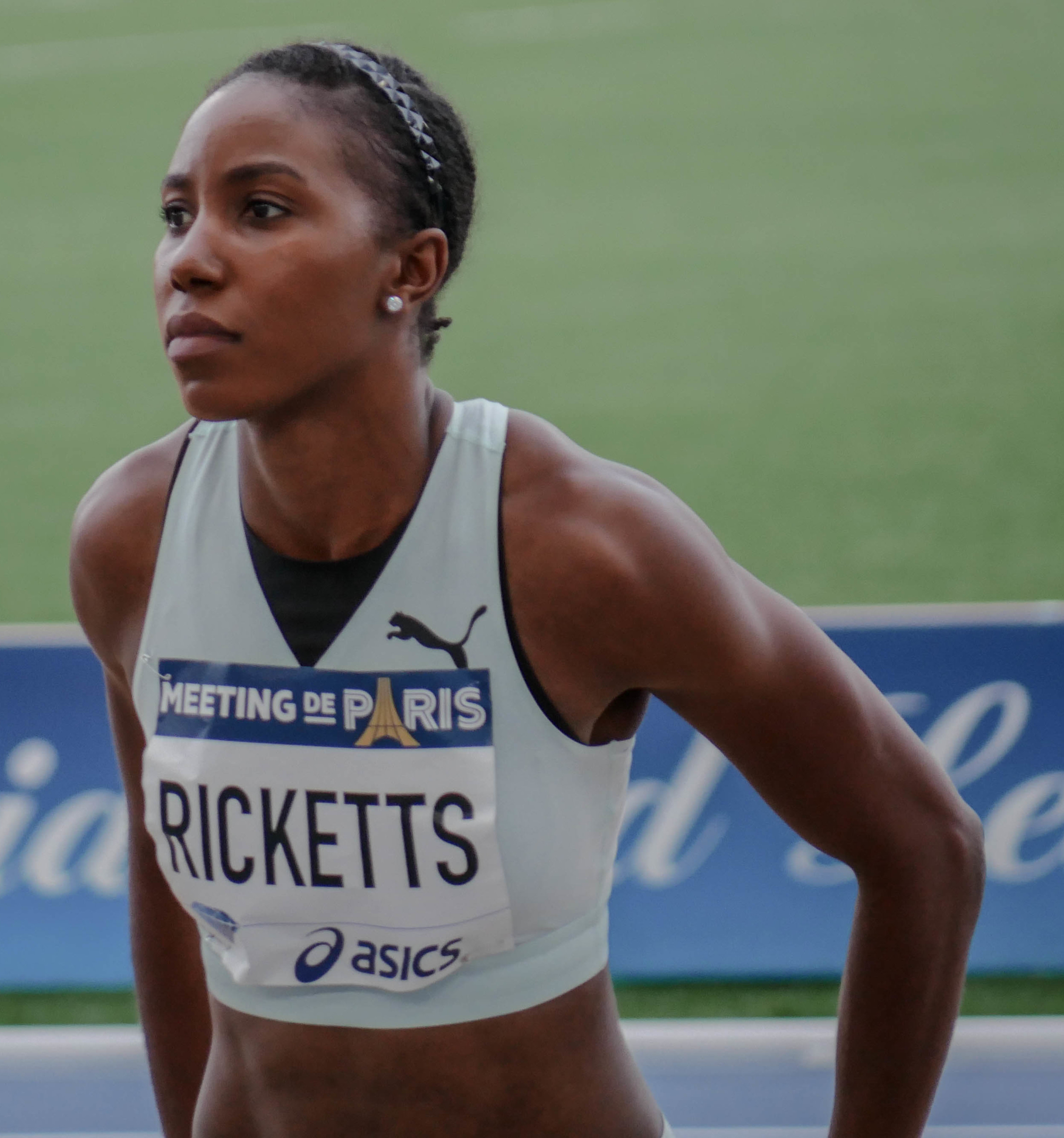
莎妮埃卡·里基茨, 2019年

莎妮埃卡·里基茨（英語：Shanieka Ricketts，1992年2月2日—）是一名专长项目为三级跳远的牙买加田径运动员。她在多哈的2019年世界田径锦标赛上赢得了银牌。她在该项目的个人最好成绩是室外14.92米和室内14.08米。